# گامو (دهانه)
گامو (انگلیسی: Gamow)، یک دهانه برخوردی ماه در سمت پنهان ماه است. در نیمکره شمالی، در جنوب شرقی دشت شوارتزشیلد دیواره دار واقع شده‌است. این دهانه به نام جورج گاموف فیزیکدان روسی-آمریکایی نامگذاری شده‌است.
این دهانه با ویژگی‌های فرسوده و فرسایش یافته‌ای است، با لبه‌ای که با چندین ضربهٔ برخورد خدشه‌دار و پوشانده شده‌است. گامو (V) به نمای خارجی غربی، و جفت دهانه‌های متصل گامو A و گامو B از ضلع شمال شرقیگامو متصل شده‌است. لبهٔ شرقی آسیب دیده‌ترین قسمت است، در حالی که لبهٔ رو به غرب عاری از اثر ضربه است. دیوارهٔ داخلی غربی یک بافت شیار شعاعی خوب نشان می‌دهد، که در غیر این صورت تقریباً بدون نمای خاصی است. در نزدیکی نقطه میانی یک شبه دهانه یا یک سنگ دگرگونی دیده می‌شود که فقط شامل لبه‌ای است که از طریق سطح نسبتاً تراز دیگری بیرون می‌زند.